# Zmarli w roku 1970
Lista osób zmarłych w 1970:

## styczeń 1970
- 3 stycznia – Franciszek Zalewski, polski działacz niepodległościowy, lekarz i oficer (ur. 1882)
- 5 stycznia – Max Born, niemiecko-żydowski matematyk i fizyk, współtwórca mechaniki kwantowej, laureat Nagrody Nobla[1]
- 9 stycznia – Mieczysław Grydzewski, dziennikarz i wydawca[2]
- 10 stycznia – Paweł Bielajew, radziecki kosmonauta[3]
- 15 stycznia – Nils Lamby, szwedzki żeglarz, medalista olimpijski[4]
- 22 stycznia – Stanisław Skiba, polski lekarz, doktor nauk medycznych, działacz plebiscytowy i niepodległościowy[5]
- 29 stycznia – Arje Ben Eli’ezer, izraelski polityk[6]
- 30 stycznia – Malcolm Keen, angielski aktor filmowy i teatralny[7]

## luty 1970
- 2 lutego – Bertrand Russell matematyk i filozof brytyjski[8]
- 4 lutego
  - Torsten Lord, szwedzki żeglarz, medalista olimpijski[9]
  - Janusz Warnecki, aktor i reżyser[10]
- 7 lutego – Ludwik Bociański, polski wojskowy i działacz państwowy, jeden z przywódców powstania wielkopolskiego[11]
- 15 lutego
  - Janko Bojmír, słowacki nauczyciel, działacz turystyczny i publicysta[12]
  - Hugh Dowding, oficer RAF-u i jego naczelny dowódca w czasie bitwy o Anglię[13]
- 17 lutego – Alfred Newman, amerykański kompozytor filmowy[14]
- 25 lutego – Mark Rothko, amerykański malarz[15]

## marzec 1970
- 6 marca – Wlastimil Hofman, polski malarz[16]
- 7 marca – Ryszard Szymanik, polski generał[17]
- 15 marca – Artur Adamov, rosyjski pisarz[18]
- 16 marca – Jerzy Szaniawski, polski dramaturg[19]
- 17 marca – Fernand Crommelynck, belgijski dramaturg[20]

## kwiecień 1970
- 18 kwietnia – Michał Kalecki, polski ekonomista, członek PAN[21]
- 20 kwietnia – Paul Celan, austriacki poeta pochodzenia żydowskiego[22]
- 21 kwietnia – Włodzimierz Boldireff-Strzemiński, inżynier, działacz turystyczny[23]
- 28 kwietnia – Klara Danisz, polska działaczka społeczna i narodowa[24]

## maj 1970
- 5 maja – Dudley DeGroot, amerykański sportowiec i trener, medalista olimpijski[25]
- 12 maja
  - gen. Władysław Anders, polski dowódca wojskowy i polityk emigracyjny[26]
  - Nelly Sachs, poetka niemiecka, laureatka literackiej Nagrody Nobla[27]
- 21 maja
  - Georg Lindahl, szwedzki żeglarz, olimpijczyk[28]
  - Leonid Teliga, polski żeglarz i lotnik[29]
- 28 maja – Trajko Rajković, serbski koszykarz[30]

## czerwiec 1970
- 2 czerwca – Bruce McLaren, nowozelandzki inżynier, kierowca wyścigowy, technik i wynalazca[31]
- 3 czerwca – Hjalmar Schacht, niemiecki ekonomista[32]
- 7 czerwca – Edward Morgan Forster, angielski prozaik, eseista i krytyk literacki[33]
- 8 czerwca – Teresa Strzembosz, polska działaczka katolicka, siostra Adama i Tomasza Strzemboszów[34]
- 9 czerwca – Wilfred Arnold, brytyjski dyrektor artystyczny i scenograf[35]
- 11 czerwca – Aleksander Kiereński, polityk rosyjski, przewodniczący Rządu Tymczasowego[36]
- 14 czerwca – Roman Ingarden, polski filozof i estetyk[37]
- 16 czerwca – Lonnie Johnson, wybitny bluesman i gitarzysta amerykański[38]
- 21 czerwca – Ahmed Sukarno, polityk indonezyjski, pierwszy prezydent Indonezji[39]
- 27 czerwca – Lauritz Schmidt, norweski żeglarz, medalista olimpijski[40]

## lipiec 1970
- 10 lipca – Franciszek Zagórnik, polski żołnierz, major Wojska Polskiego[41]
- 26 lipca – Milo Martin, szwajcarski rzeźbiarz i plastyk[42]
- 27 lipca – António de Oliveira Salazar, portugalski polityk sprawujący władzę dyktatorską w okresie 1932–1968[43]

## sierpień 1970
- 1 sierpnia – Otto Heinrich Warburg, biochemik niemiecki, laureat Nagrody Nobla[44]
- 19 sierpnia – Paweł Jasienica, polski pisarz i publicysta[45]
- 25 sierpnia – Jerzy Alber-Siemieniak, polski aktor teatralny[46]

## wrzesień 1970
- 1 września – François Mauriac, francuski pisarz, laureat literackiej Nagrody Nobla[47]
- 5 września – Jochen Rindt, kierowca wyścigowy, mistrz świata Formuły 1[48]
- 7 września – Donald Baxter MacMillan, amerykański żeglarz, podróżnik i badacz polarny[49]
- 12 września – Jan Sztaudynger, poeta i fraszkopis[50]
- 14 września – Rudolf Carnap, niemiecki filozof, logik i matematyk (ur. 1891)[51]
- 18 września – Jimi Hendrix, amerykański muzyk rockowy[52]
- 21 września – Jerzy Mieczysław Rytard, pisarz polski, autor utworów głównie o tematyce podhalańskiej i tatrzańskiej[53]
- 22 września – Tadeusz Manteuffel, polski historyk, mediewista, żołnierz AK[54]
- 23 września – Bourvil (André Rainbourg), aktor francuski[55]
- 25 września – Erich Maria Remarque, pisarz niemiecki[56]
- 26 września – Marian Koczwara, polski botanik, specjalista z zakresu farmakognozji, profesor Uniwersytetu Jagiellońskiego[57]
- 28 września
  - Gamal Abdel Naser, prezydent Egiptu[58]
  - John Dos Passos, amerykański pisarz[59]

## październik 1970
- 3 października – Franciszek Gnyp, polski artysta malarz, nauczyciel, kawaler Orderu Virtuti Militari (ur. 1894)
- 4 października – Janis Joplin, amerykańska wokalistka rockowa[60]
- 6 października – Julian Przyboś, poeta polski[61]
- 10 października
  - Édouard Daladier, francuski polityk[62]
  - Adam Rapacki, polski polityk, ekonomista i dyplomata[63]
- 19 października – Lázaro Cárdenas del Río, polityk meksykański, prezydent Meksyku w latach 1934–1940[64]
- 20 października – Antoni Bohdziewicz, polski reżyser filmowy, pedagog[65]

## listopad 1970
- 3 listopada – Piotr II, król Jugosławii[66]
- 5 listopada – Wanda Szczepańska, polska aktorka teatralna[67]
- 9 listopada – gen. Charles de Gaulle, polityk francuski, prezydent Francji[68]
- 16 listopada – Władysław Szafer, polski botanik, profesor UJ[69]
- 25 listopada
  - Albert Ayler, amerykański saksofonista jazzowy[70]
  - Alberto Gori, włoski duchowny katolicki, łaciński patriarcha Jerozolimy[71]
  - Yukio Mishima (jap. 三島由紀夫), japoński prozaik, poeta, dramaturg i eseista[72]
- 28 listopada – Jan Drda, czeski dziennikarz, prozaik i dramaturg[73]

## grudzień 1970
- ok. 15 grudnia – Bernice Kolko, fotografka żydowskiego pochodzenia[74]
- 31 grudnia – Kazimierz Guzik, polski geolog, specjalista w zakresie kartografii geologicznej i tektoniki[75]